# Premi César 2013

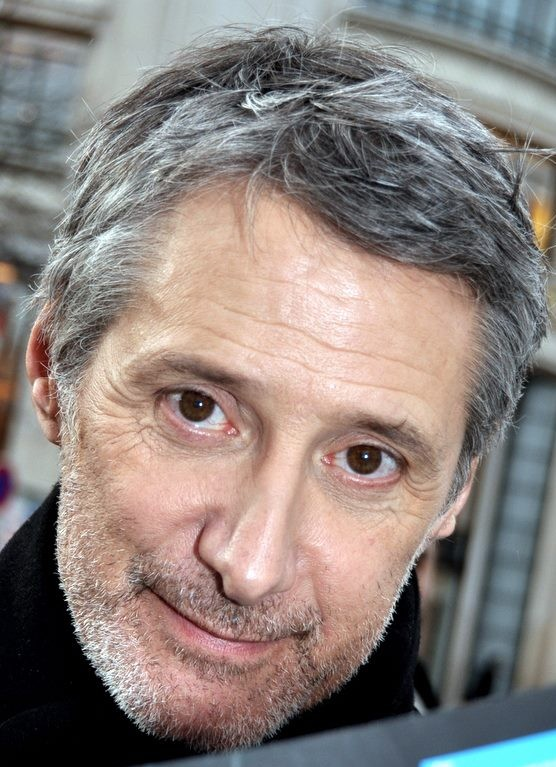
Antoine de Caunes presentatore della cerimonia

La cerimonia di premiazione della 38ª edizione dei Premi César si è svolta il 22 febbraio 2013 al Théâtre du Châtelet di Parigi. È stata presieduta da Jamel Debbouze e presentata da Antoine de Caunes. È stata trasmessa da Canal+.
Le candidature sono state rese note il 25 gennaio 2013. Ad ottenerne il maggior numero (tredici) è stato Camille redouble di Noémie Lvovsky (nessuna si è però poi concretizzata in premio).
Il film trionfatore è stato Amour di Michael Haneke, vincitore dei cinque premi "maggiori" (film, regista, attore, attrice e sceneggiatura), come riuscito in precedenza solo a L'ultimo metrò di François Truffaut nel 1981.

## Vincitori e candidati
I vincitori sono indicati in grassetto, a seguire gli altri candidati.

### Miglior film
- Amour, regia di Michael Haneke
- Addio mia regina (Les Adieux à la Reine), regia di Benoît Jacquot
- Camille redouble, regia di Noémie Lvovsky
- Nella casa (Dans la maison), regia di François Ozon
- Un sapore di ruggine e ossa (De rouille et d'os), regia di Jacques Audiard
- Holy Motors, regia di Léos Carax
- Cena tra amici (Le Prénom), regia di Matthieu Delaporte e Alexandre de La Patellière

### Miglior regista
- Michael Haneke - Amour
- Benoît Jacquot – Addio mia regina (Les Adieux à la Reine)
- Noémie Lvovsky – Camille redouble
- François Ozon – Nella casa (Dans la maison)
- Jacques Audiard – Un sapore di ruggine e ossa (De rouille et d'os)
- Leos Carax – Holy Motors
- Stéphane Brizé – Quelques heures de printemps

### Miglior attore
- Jean-Louis Trintignant - Amour
- Jean-Pierre Bacri – Cherchez Hortense
- Patrick Bruel – Cena tra amici (Le Prénom)
- Denis Lavant – Holy Motors
- Vincent Lindon – Quelques heures de printemps
- Fabrice Luchini – Nella casa (Dans la maison)
- Jérémie Renier – Cloclo

### Miglior attrice
- Emmanuelle Riva – Amour
- Marion Cotillard – Un sapore di ruggine e ossa (De rouille et d'os)
- Catherine Frot – La cuoca del presidente (Les Saveurs du palais)
- Noémie Lvovsky – Camille redouble
- Corinne Masiero – Louise Wimmer
- Léa Seydoux – Addio mia regina (Les Adieux à la Reine)
- Hélène Vincent – Quelques heures de printemps

### Migliore attore non protagonista
- Guillaume de Tonquédec – Cena tra amici (Le Prénom)
- Samir Guesmi – Camille redouble
- Benoît Magimel – Cloclo
- Claude Rich – Cherchez Hortense
- Michel Vuillermoz – Camille redouble

### Migliore attrice non protagonista
- Valérie Benguigui – Cena tra amici (Le Prénom)
- Judith Chemla – Camille redouble
- Isabelle Huppert – Amour
- Yolande Moreau – Camille redouble
- Édith Scob – Holy Motors

### Migliore promessa maschile
- Matthias Schoenaerts – Un sapore di ruggine e ossa (De rouille et d'os)
- Félix Moati - Télé gaucho
- Kacey Mottet Klein - Sister (L'Enfant d'en haut)
- Pierre Niney - Comme des frères
- Ernst Umhauer -  Nella casa (Dans la maison)

### Migliore promessa femminile
- Izïa Higelin – Mauvaise fille
- Alice de Lencquesaing – Au galop
- Lola Dewaere – Mince alors!
- Julia Faure – Camille redouble
- India Hair – Camille redouble

### Migliore sceneggiatura originale
- Michael Haneke - Amour
- Bruno e Denis Podalydès – Adieu Berthe ou l'enterrement de Mémé
- Noémie Lvovsky, Florence Seyvos, Maud Ameline e Pierre-Olivier Mattei – Camille redouble
- Léos Carax – Holy Motors
- Florence Vignon e Stéphane Brizé – Quelques heures de printemps

### Migliore adattamento
- Jacques Audiard e Thomas Bidegain – Un sapore di ruggine e ossa (De rouille et d'os)
- Lucas Belvaux – 38 Témoins
- Gilles Taurand e Benoît Jacquot – Addio mia regina (Les Adieux à la Reine)
- François Ozon – Nella casa (Dans la maison)
- Matthieu Delaporte e Alexandre de La Patellière - Cena tra amici (Le Prénom)

### Migliore fotografia
- Romain Winding – Addio mia regina (Les Adieux à la Reine)
- Darius Khondji – Amour
- Stéphane Fontaine – Un sapore di ruggine e ossa (De rouille et d'os)
- Caroline Champetier – Holy Motors
- Guillaume Schiffman - Tutti pazzi per Rose (Populaire)

### Miglior montaggio
- Juliette Welfling – Un sapore di ruggine e ossa (De rouille et d'os)
- Luc Barnier – Addio mia regina (Les Adieux à la Reine)
- Monika Willi – Amour
- Annette Dutertre e Michel Klochendler – Camille redouble
- Nelly Quettier – Holy Motors

### Migliore scenografia
- Katia Wyszkop – Addio mia regina (Les Adieux à la Reine)
- Jean-Vincent Puzos – Amour
- Philippe Chiffre – Cloclo
- Florian Sanson – Holy Motors
- Sylvie Olivé - Tutti pazzi per Rose (Populaire)

### Migliori costumi
- Christian Gasc – Addio mia regina (Les Adieux à la Reine)
- Pascale Chavanne – Augustine
- Madeline Fontaine – Camille redouble
- Mimi Lempicka – Cloclo
- Charlotte David - Tutti pazzi per Rose (Populaire)

### Migliore musica
- Alexandre Desplat – Un sapore di ruggine e ossa (De rouille et d'os)
- Bruno Coulais – Addio mia regina (Les Adieux à la Reine)
- Gaëtan Roussel e Joseph Dahan – Camille redouble
- Philippe Rombi – Nella casa (Dans la maison)
- Rob ed Emmanuel d'Orlando – Tutti pazzi per Rose (Populaire)

### Miglior sonoro
- Antoine Deflandre, Germain Bouylay ed Eric Tisserand – Cloclo
- Brigitte Taillandier, Francis Wargnier e Olivier Goinard – Addio mia regina (Les Adieux à la Reine)
- Guillaume Sciama, Nadine Muse e Jean-Pierre Laforce – Amour
- Brigitte Taillandier, Pascal Villard e Jean-Paul Hurier – Un sapore di ruggine e ossa (De rouille et d'os)
- Erwan Kerzanet, Josefina Rodriguez ed Emmanuel Croset – Holy Motors

### Miglior film straniero
- Argo, regia di Ben Affleck
- À perdre la raison, regia di Joachim Lafosse
- Bullhead - La vincente ascesa di Jacky (Rundskop), regia di Michaël R. Roskam
- Laurence Anyways, regia di Xavier Dolan
- Oslo, August 31st, regia di Joachim Trier
- La parte degli angeli (The Angels' Share), regia di Ken Loach
- A Royal Affair (En kongelig affære), regia di Nikolaj Arcel

### Migliore opera prima
- Louise Wimmer, regia di Cyril Mennegun
- Augustine, regia di Alice Winocour
- Comme des frères, regia di Hugo Gélin
- Tutti pazzi per Rose (Populaire), regia di Régis Roinsard
- Rengaine, regia di Rachid Djaïdani

### Miglior documentario
- Les invisibles, regia di Sébastien Lifshitz
- Bovines ou la vraie vie des vaches, regia di Emmanuel Gras
- Duch, le maître des forges, regia di Rithy Panh
- Journal de France, regia di Claudine Nougaret e Raymond Depardon
- Les nouveaux chiens de garde, regia di Gilles Balbastre e Yannick Kergoat

### Miglior film d'animazione
- Ernest & Celestine (Ernest et Célestine), regia di Benjamin Renner, Vincent Patar e Stéphane Aubier
- Edmond était un âne, regia di Franck Dion
- Kirikou et les hommes et les femmes, regia di Michel Ocelot
- Oh Willy, regia di Emma de Swaef e Marc Roels
- Le avventure di Zarafa - Giraffa giramondo (Zarafa), regia di Rémi Bezançon e Jean-Christophe Lie

### Miglior cortometraggio
- Le Cri du homard, regia di Nicolas Guiot
- Ce n'est pas un film de cow-boys, regia di Benjamin Parent
- Ce qu'il restera de nous, regia di Vincent Macaigne
- Les Meutes, regia di Manuel Schapira
- La Vie parisienne, regia di Vincent Dietschy

### Premio César onorario
- Kevin Costner